# Okręg wyborczy nr 20 do Sejmu Rzeczypospolitej Polskiej
Okręg wyborczy nr 20 do Sejmu Rzeczypospolitej Polskiej obejmuje obszar powiatów grodziskiego, legionowskiego, nowodworskiego, otwockiego, piaseczyńskiego, pruszkowskiego, warszawskiego zachodniego i wołomińskiego (województwo mazowieckie). W obecnym kształcie został utworzony w 2001. Wybieranych jest w nim 12 posłów w systemie proporcjonalnym (od 2001 do 2005 wybierano 10 posłów, od 2005 do 2011 wybierano 11 posłów).
Siedzibą okręgowej komisji wyborczej jest Warszawa.
Ze względu na swój kształt, okalający Warszawę niemalże ze wszystkich stron, okręg potocznie często określany jest mianem obwarzanka. 

## Wyniki wyborów
| Podział 10 mandatów: SLD–UP: 3 Samoobrona: 1 PSL: 1 PO: 2 PiS: 2 LPR: 1 |

| Podział 11 mandatów: SLD: 1 Samoobrona: 1 PO: 4 PiS: 4 LPR: 1 |

| Podział 11 mandatów: LiD: 1 PSL: 1 PO: 5 PiS: 4 |

| Podział 12 mandatów: RP: 1 PSL: 1 PO: 6 PiS: 4 |

| Podział 12 mandatów: NRP: 1 K’15: 1 PO: 4 PiS: 6 |

| Podział 12 mandatów: SLD: 1 KO: 4 PSL: 1 PiS: 6 |

| Podział 12 mandatów: NL: 1 KO: 4 Trzecia Droga: 2 Konfederacja: 1 PiS: 4 |

## Reprezentanci okręgu
| Sejm | Rok  | Poseł KW             | Poseł KW                        | Poseł KW            | Poseł KW           | Poseł KW      | Poseł KW           | Poseł KW         | Poseł KW              | Poseł KW     | Poseł KW                       | Poseł KW         | Poseł KW                           | Poseł KW       | Poseł KW                        | Poseł KW       | Poseł KW                        | Poseł KW              | Poseł KW            | Poseł KW | Poseł KW       | Poseł KW | Poseł KW | Poseł KW | Poseł KW |
| ---- | ---- | -------------------- | ------------------------------- | ------------------- | ------------------ | ------------- | ------------------ | ---------------- | --------------------- | ------------ | ------------------------------ | ---------------- | ---------------------------------- | -------------- | ------------------------------- | -------------- | ------------------------------- | --------------------- | ------------------- | -------- | -------------- | -------- | -------- | -------- | -------- |
| IV   | 2001 |                      | W. Kaczmarek SLD–UP             |                     | L. Dorn PiS        |               | A. Celiński SLD–UP |                  | R. Giertych LPR       |              | K. Oksiuta PO                  |                  | Z. Witaszek Samoobrona             |                | M. Łapiński SLD–UP              |                | A. Olechowska PO                |                       | J. Piechociński PSL |          | A. Zawisza PiS | –        | –        | –        | –        |
| V    | 2005 |                      | B. Komorowski PO                |                     | L. Dorn PiS        | A. Smirnow PO | S. Pawłowski LPR   | J. Zakrzewska PO | K. Sikora Samoobrona  | M. Tober SLD |                                | D. Olszewski PiS |                                    | J. Szyszko PiS |                                 |                | A. Olechowska PO                |                       |                     |          | A. Zawisza PiS |          |          | –        | –        |
| VI   | 2007 |                      | B. Komorowski PO                | J. Piechociński PSL | L. Dorn PiS        | A. Smirnow PO |                    | J. Zakrzewska PO | Z. Durka PO           |              | M. Balicki LiD                 | M. Błaszczak PiS | A. Sikora PiS                      | J. Szyszko PiS |                                 |                | A. Olechowska PO                |                       |                     |          |                |          |          | –        | –        |
| VI   | 2010 | B. Czaplicka PO      |                                 | J. Piechociński PSL | L. Dorn PiS        | A. Smirnow PO |                    | J. Zakrzewska PO | Z. Durka PO           |              | M. Balicki LiD                 | M. Błaszczak PiS | A. Sikora PiS                      | J. Szyszko PiS |                                 |                | A. Olechowska PO                |                       |                     |          |                |          |          | –        | –        |
| VII  | 2011 | B. Czaplicka PO      | D. Rosati PO                    | J. Piechociński PSL | L. Dorn PiS        |               | A. Dębski RP       | J. Zakrzewska PO | Z. Durka PO           | J. Sasin PiS |                                | M. Błaszczak PiS | A. Halicki PO                      | J. Szyszko PiS |                                 |                | A. Olechowska PO                |                       |                     |          |                |          |          |          |          |
| VII  | 2014 | B. Czaplicka PO      | A. Smirnow PO (2011) PiS (2015) | J. Piechociński PSL | L. Dorn PiS        |               | A. Dębski RP       | J. Zakrzewska PO | Z. Durka PO           | J. Sasin PiS |                                | M. Błaszczak PiS | A. Halicki PO                      | J. Szyszko PiS |                                 |                | A. Olechowska PO                |                       |                     |          |                |          |          |          |          |
| VIII | 2015 | M. Kidawa-Błońska PO | A. Smirnow PO (2011) PiS (2015) | A. Czerwińska PiS   |                    |               | P. Uściński PiS    |                  | K. Gasiuk-Pihowicz .N | J. Sasin PiS | J. Grabiec PO (2015) KO (2019) | M. Błaszczak PiS |                                    | J. Szyszko PiS | S. Tyszka K’15                  | M. Kamiński PO | K. Gajewska PO (2015) KO (2019) |                       |                     |          |                |          |          |          |          |
| IX   | 2019 |                      | A. Rozenek SLD                  | A. Czerwińska PiS   | D. Chorosińska PiS |               | P. Uściński PiS    | M. Lasek KO      |                       |              | J. Grabiec PO (2015) KO (2019) | M. Błaszczak PiS | B. Żelazowska PSL (2019) TD (2023) |                | P. Zalewski KO (2019) TD (2023) | Z. Sipiera PiS | K. Gajewska PO (2015) KO (2019) | D. Olszewski PiS      |                     |          |                |          |          |          |          |
| X    | 2023 |                      | J. Wicha NL                     | A. Czerwińska PiS   | D. Chorosińska PiS |               | P. Uściński PiS    | M. Lasek KO      |                       |              | J. Grabiec PO (2015) KO (2019) | M. Błaszczak PiS | B. Żelazowska PSL (2019) TD (2023) | P. Kandyba KO  | P. Zalewski KO (2019) TD (2023) |                | K. Gajewska PO (2015) KO (2019) | K. Bosak Konfederacja |                     |          |                |          |          |          |          |

### Wybory parlamentarne 2001
| Komitet wyborczy                                      | Komitet wyborczy                              | Głosów | %     | Mandaty | Wybrani posłowie                                      |
| ----------------------------------------------------- | --------------------------------------------- | ------ | ----- | ------- | ----------------------------------------------------- |
|                                                       | KKW Sojusz Lewicy Demokratycznej – Unia Pracy | 90 215 | 30,76 | 3       | Wiesław Kaczmarek, Andrzej Celiński, Mariusz Łapiński |
|                                                       | Prawo i Sprawiedliwość                        | 53 154 | 18,12 | 2       | Ludwik Dorn, Artur Zawisza                            |
|                                                       | KWW Platforma Obywatelska                     | 47 084 | 16,05 | 2       | Krzysztof Oksiuta, Alicja Olechowska                  |
|                                                       | Liga Polskich Rodzin                          | 27 502 | 9,38  | 1       | Roman Giertych                                        |
|                                                       | Polskie Stronnictwo Ludowe                    | 26 251 | 8,95  | 1       | Janusz Piechociński                                   |
|                                                       | Samoobrona Rzeczpospolitej Polskiej           | 24 217 | 8,26  | 1       | Zbigniew Witaszek                                     |
|                                                       | KKW Akcja Wyborcza Solidarność Prawicy        | 14 376 | 4,90  | –       |                                                       |
|                                                       | Unia Wolności                                 | 9235   | 3,15  | –       |                                                       |
|                                                       | Alternatywa Ruch Społeczny                    | 1018   | 0,35  | –       |                                                       |
|                                                       | Polska Wspólnota Narodowa                     | 282    | 0,10  | –       |                                                       |
| Frekwencja: 45,15% Źródło: Państwowa Komisja Wyborcza |                                               |        |       |         |                                                       |

Poniższa tabela przedstawia podział mandatów dla komitetów wyborczych na podstawie uzyskanych głosów, a następnie obliczonych ilorazów wyborczych na podstawie zmodyfikowanej metody Sainte-Laguë.
| Podział mandatów dla komitetów wyborczych na podstawie zmodyfikowanej metody Sainte-Laguë | Podział mandatów dla komitetów wyborczych na podstawie zmodyfikowanej metody Sainte-Laguë | Podział mandatów dla komitetów wyborczych na podstawie zmodyfikowanej metody Sainte-Laguë | Podział mandatów dla komitetów wyborczych na podstawie zmodyfikowanej metody Sainte-Laguë | Podział mandatów dla komitetów wyborczych na podstawie zmodyfikowanej metody Sainte-Laguë | Podział mandatów dla komitetów wyborczych na podstawie zmodyfikowanej metody Sainte-Laguë | Podział mandatów dla komitetów wyborczych na podstawie zmodyfikowanej metody Sainte-Laguë | Podział mandatów dla komitetów wyborczych na podstawie zmodyfikowanej metody Sainte-Laguë | Podział mandatów dla komitetów wyborczych na podstawie zmodyfikowanej metody Sainte-Laguë | Podział mandatów dla komitetów wyborczych na podstawie zmodyfikowanej metody Sainte-Laguë | Podział mandatów dla komitetów wyborczych na podstawie zmodyfikowanej metody Sainte-Laguë | Podział mandatów dla komitetów wyborczych na podstawie zmodyfikowanej metody Sainte-Laguë |
| Komitet wyborczy                                                                          | Komitet wyborczy                                                                          | Liczba głosów                                                                             | Iloraz wyborczy                                                                           | Iloraz wyborczy                                                                           | Iloraz wyborczy                                                                           | Iloraz wyborczy                                                                           | Iloraz wyborczy                                                                           | Iloraz wyborczy                                                                           | Mandaty                                                                                   | TP                                                                                        |                                                                                           |
| Komitet wyborczy                                                                          | Komitet wyborczy                                                                          | Liczba głosów                                                                             | /1,4                                                                                      | /3                                                                                        | /5                                                                                        | /7                                                                                        | ...                                                                                       | /19                                                                                       | Mandaty                                                                                   | TP                                                                                        |                                                                                           |
| ----------------------------------------------------------------------------------------- | ----------------------------------------------------------------------------------------- | ----------------------------------------------------------------------------------------- | ----------------------------------------------------------------------------------------- | ----------------------------------------------------------------------------------------- | ----------------------------------------------------------------------------------------- | ----------------------------------------------------------------------------------------- | ----------------------------------------------------------------------------------------- | ----------------------------------------------------------------------------------------- | ----------------------------------------------------------------------------------------- | ----------------------------------------------------------------------------------------- | ----------------------------------------------------------------------------------------- |
|                                                                                           | KKW Sojusz Lewicy Demokratycznej – Unia Pracy                                             | 90 215                                                                                    | 64 439                                                                                    | 30 072                                                                                    | 18 043                                                                                    | 12 888                                                                                    | ...                                                                                       | 4748                                                                                      | 3                                                                                         | 3,36                                                                                      |                                                                                           |
|                                                                                           | Prawo i Sprawiedliwość                                                                    | 53 154                                                                                    | 37 967                                                                                    | 17 718                                                                                    | 10 631                                                                                    | 7593                                                                                      | ...                                                                                       | 2798                                                                                      | 2                                                                                         | 1,98                                                                                      |                                                                                           |
|                                                                                           | KWW Platforma Obywatelska                                                                 | 47 084                                                                                    | 33 631                                                                                    | 15 695                                                                                    | 9417                                                                                      | 6726                                                                                      | ...                                                                                       | 2478                                                                                      | 2                                                                                         | 1,75                                                                                      |                                                                                           |
|                                                                                           | Liga Polskich Rodzin                                                                      | 27 502                                                                                    | 19 644                                                                                    | 9167                                                                                      | 5500                                                                                      | 3829                                                                                      | ...                                                                                       | 1447                                                                                      | 1                                                                                         | 1,02                                                                                      |                                                                                           |
|                                                                                           | Polskie Stronnictwo Ludowe                                                                | 26 251                                                                                    | 18 751                                                                                    | 8750                                                                                      | 5250                                                                                      | 3750                                                                                      | ...                                                                                       | 1382                                                                                      | 1                                                                                         | 0,98                                                                                      |                                                                                           |
|                                                                                           | Samoobrona Rzeczpospolitej Polskiej                                                       | 24 217                                                                                    | 17 298                                                                                    | 8072                                                                                      | 4843                                                                                      | 3460                                                                                      | ...                                                                                       | 1275                                                                                      | 1                                                                                         | 0,90                                                                                      |                                                                                           |
| Ogółem                                                                                    | Ogółem                                                                                    | 268 423                                                                                   | –                                                                                         | –                                                                                         | –                                                                                         | –                                                                                         | –                                                                                         | –                                                                                         | 10                                                                                        | 10                                                                                        |                                                                                           |

### Wybory parlamentarne 2005
| Komitet wyborczy                                      | Komitet wyborczy                        | Głosów  | %     | Mandaty | Wybrani posłowie                                                             |
| ----------------------------------------------------- | --------------------------------------- | ------- | ----- | ------- | ---------------------------------------------------------------------------- |
|                                                       | Prawo i Sprawiedliwość                  | 104 532 | 32,95 | 4       | Ludwik Dorn, Artur Zawisza, Jan Szyszko, Dariusz Olszewski                   |
|                                                       | Platforma Obywatelska RP                | 89 120  | 28,09 | 4       | Bronisław Komorowski, Andrzej Smirnow, Alicja Olechowska, Jadwiga Zakrzewska |
|                                                       | Samoobrona Rzeczpospolitej Polskiej     | 23 276  | 7,34  | 1       | Krzysztof Sikora                                                             |
|                                                       | Liga Polskich Rodzin                    | 23 276  | 7,34  | 1       | Szymon Pawłowski                                                             |
|                                                       | Sojusz Lewicy Demokratycznej            | 22 761  | 7,17  | 1       | Michał Tober                                                                 |
|                                                       | Polskie Stronnictwo Ludowe              | 17 326  | 5,46  | –       |                                                                              |
|                                                       | Socjaldemokracja Polska                 | 9445    | 2,98  | –       |                                                                              |
|                                                       | Ruch Patriotyczny                       | 8330    | 2,63  | –       |                                                                              |
|                                                       | Partia Demokratyczna – demokraci.pl     | 7547    | 2,38  | –       |                                                                              |
|                                                       | Platforma Janusza Korwin-Mikke          | 6521    | 2,06  | –       |                                                                              |
|                                                       | Dom Ojczysty                            | 1987    | 0,63  | –       |                                                                              |
|                                                       | Polska Partia Pracy                     | 1624    | 0,51  | –       |                                                                              |
|                                                       | Polska Partia Narodowa                  | 823     | 0,26  | –       |                                                                              |
|                                                       | KWW – Ogólnopolska Koalicja Obywatelska | 707     | 0,22  | –       |                                                                              |
| Frekwencja: 44,71% Źródło: Państwowa Komisja Wyborcza |                                         |         |       |         |                                                                              |

Poniższa tabela przedstawia podział mandatów dla komitetów wyborczych na podstawie uzyskanych głosów, a następnie obliczonych ilorazów wyborczych na podstawie metody D’Hondta.
| Podział mandatów dla komitetów wyborczych na podstawie metody D’Hondta | Podział mandatów dla komitetów wyborczych na podstawie metody D’Hondta | Podział mandatów dla komitetów wyborczych na podstawie metody D’Hondta | Podział mandatów dla komitetów wyborczych na podstawie metody D’Hondta | Podział mandatów dla komitetów wyborczych na podstawie metody D’Hondta | Podział mandatów dla komitetów wyborczych na podstawie metody D’Hondta | Podział mandatów dla komitetów wyborczych na podstawie metody D’Hondta | Podział mandatów dla komitetów wyborczych na podstawie metody D’Hondta | Podział mandatów dla komitetów wyborczych na podstawie metody D’Hondta | Podział mandatów dla komitetów wyborczych na podstawie metody D’Hondta | Podział mandatów dla komitetów wyborczych na podstawie metody D’Hondta | Podział mandatów dla komitetów wyborczych na podstawie metody D’Hondta |
| Komitet wyborczy                                                       | Komitet wyborczy                                                       | Liczba głosów                                                          | Iloraz wyborczy                                                        | Iloraz wyborczy                                                        | Iloraz wyborczy                                                        | Iloraz wyborczy                                                        | Iloraz wyborczy                                                        | Iloraz wyborczy                                                        | Iloraz wyborczy                                                        | Mandaty                                                                | TP                                                                     |
| Komitet wyborczy                                                       | Komitet wyborczy                                                       | Liczba głosów                                                          | /1                                                                     | /2                                                                     | /3                                                                     | /4                                                                     | /5                                                                     | ...                                                                    | /11                                                                    | Mandaty                                                                | TP                                                                     |
| ---------------------------------------------------------------------- | ---------------------------------------------------------------------- | ---------------------------------------------------------------------- | ---------------------------------------------------------------------- | ---------------------------------------------------------------------- | ---------------------------------------------------------------------- | ---------------------------------------------------------------------- | ---------------------------------------------------------------------- | ---------------------------------------------------------------------- | ---------------------------------------------------------------------- | ---------------------------------------------------------------------- | ---------------------------------------------------------------------- |
|                                                                        | Prawo i Sprawiedliwość                                                 | 104 532                                                                | 104 532                                                                | 52 266                                                                 | 34 844                                                                 | 26 133                                                                 | 20 906                                                                 | ...                                                                    | 9503                                                                   | 4                                                                      | 4,10                                                                   |
|                                                                        | Platforma Obywatelska RP                                               | 89 120                                                                 | 89 120                                                                 | 44 560                                                                 | 29 707                                                                 | 22 280                                                                 | 17 824                                                                 | ...                                                                    | 8102                                                                   | 4                                                                      | 3,50                                                                   |
|                                                                        | Samoobrona Rzeczpospolitej Polskiej                                    | 23 276                                                                 | 23 276                                                                 | 11 638                                                                 | 7759                                                                   | 5819                                                                   | 4655                                                                   | ...                                                                    | 2116                                                                   | 1                                                                      | 0,91                                                                   |
|                                                                        | Liga Polskich Rodzin                                                   | 23 276                                                                 | 23 276                                                                 | 11 638                                                                 | 7759                                                                   | 5819                                                                   | 4655                                                                   | ...                                                                    | 2116                                                                   | 1                                                                      | 0,91                                                                   |
|                                                                        | Sojusz Lewicy Demokratycznej                                           | 22 761                                                                 | 22 761                                                                 | 11 381                                                                 | 7587                                                                   | 5690                                                                   | 4552                                                                   | ...                                                                    | 2069                                                                   | 1                                                                      | 0,89                                                                   |
|                                                                        | Polskie Stronnictwo Ludowe                                             | 17 326                                                                 | 17 326                                                                 | 8663                                                                   | 5775                                                                   | 4332                                                                   | 3465                                                                   | ...                                                                    | 1575                                                                   | 0                                                                      | 0,68                                                                   |
| Ogółem                                                                 | Ogółem                                                                 | 280 291                                                                | –                                                                      | –                                                                      | –                                                                      | –                                                                      | –                                                                      | –                                                                      | –                                                                      | 11                                                                     | 11                                                                     |

### Wybory parlamentarne 2007
| Komitet wyborczy                                      | Komitet wyborczy                      | Głosów  | %     | Mandaty | Wybrani posłowie                                                                                             |
| ----------------------------------------------------- | ------------------------------------- | ------- | ----- | ------- | --- |
|                                                       | Platforma Obywatelska RP              | 208 034 | 45,17 | 5       | Bronisław Komorowski, Andrzej Smirnow, Zenon Durka, Jadwiga Zakrzewska, Alicja Olechowska, Barbara Czaplicka |
|                                                       | Prawo i Sprawiedliwość                | 164 120 | 35,63 | 4       | Ludwik Dorn, Jan Szyszko, Mariusz Błaszczak, Anna Sikora                                                     |
|                                                       | Polskie Stronnictwo Ludowe            | 38 024  | 8,26  | 1       | Janusz Piechociński                                                                                          |
|                                                       | KKW Lewica i Demokraci SLD+SDPL+PD+UP | 36 532  | 7,93  | 1       | Marek Balicki                                                                                                |
|                                                       | Liga Polskich Rodzin                  | 6472    | 1,41  | –       | |
|                                                       | Polska Partia Pracy                   | 3744    | 0,81  | –       | |
|                                                       | Samoobrona Rzeczpospolitej Polskiej   | 3656    | 0,79  | –       | |
| Frekwencja: 61,83% Źródło: Państwowa Komisja Wyborcza |                                       |         |       |         | |

Poniższa tabela przedstawia podział mandatów dla komitetów wyborczych na podstawie uzyskanych głosów, a następnie obliczonych ilorazów wyborczych na podstawie metody D’Hondta.
| Podział mandatów dla komitetów wyborczych na podstawie metody D’Hondta | Podział mandatów dla komitetów wyborczych na podstawie metody D’Hondta | Podział mandatów dla komitetów wyborczych na podstawie metody D’Hondta | Podział mandatów dla komitetów wyborczych na podstawie metody D’Hondta | Podział mandatów dla komitetów wyborczych na podstawie metody D’Hondta | Podział mandatów dla komitetów wyborczych na podstawie metody D’Hondta | Podział mandatów dla komitetów wyborczych na podstawie metody D’Hondta | Podział mandatów dla komitetów wyborczych na podstawie metody D’Hondta | Podział mandatów dla komitetów wyborczych na podstawie metody D’Hondta | Podział mandatów dla komitetów wyborczych na podstawie metody D’Hondta | Podział mandatów dla komitetów wyborczych na podstawie metody D’Hondta | Podział mandatów dla komitetów wyborczych na podstawie metody D’Hondta | Podział mandatów dla komitetów wyborczych na podstawie metody D’Hondta |
| Komitet wyborczy                                                       | Komitet wyborczy                                                       | Liczba głosów                                                          | Iloraz wyborczy                                                        | Iloraz wyborczy                                                        | Iloraz wyborczy                                                        | Iloraz wyborczy                                                        | Iloraz wyborczy                                                        | Iloraz wyborczy                                                        | Iloraz wyborczy                                                        | Iloraz wyborczy                                                        | Mandaty                                                                | TP                                                                     |
| Komitet wyborczy                                                       | Komitet wyborczy                                                       | Liczba głosów                                                          | /1                                                                     | /2                                                                     | /3                                                                     | /4                                                                     | /5                                                                     | /6                                                                     | ...                                                                    | /11                                                                    | Mandaty                                                                | TP                                                                     |
| ---------------------------------------------------------------------- | ---------------------------------------------------------------------- | ---------------------------------------------------------------------- | ---------------------------------------------------------------------- | ---------------------------------------------------------------------- | ---------------------------------------------------------------------- | ---------------------------------------------------------------------- | ---------------------------------------------------------------------- | ---------------------------------------------------------------------- | ---------------------------------------------------------------------- | ---------------------------------------------------------------------- | ---------------------------------------------------------------------- | ---------------------------------------------------------------------- |
|                                                                        | Platforma Obywatelska RP                                               | 208 034                                                                | 208 034                                                                | 104 017                                                                | 69 345                                                                 | 52 009                                                                 | 41 607                                                                 | 34 672                                                                 | ...                                                                    | 18 912                                                                 | 5                                                                      | 5,12                                                                   |
|                                                                        | Prawo i Sprawiedliwość                                                 | 164 120                                                                | 164 120                                                                | 82 060                                                                 | 54 707                                                                 | 41 030                                                                 | 32 824                                                                 | 27 353                                                                 | ...                                                                    | 14 920                                                                 | 4                                                                      | 4,04                                                                   |
|                                                                        | Polskie Stronnictwo Ludowe                                             | 38 024                                                                 | 38 024                                                                 | 19 012                                                                 | 12 675                                                                 | 9506                                                                   | 7605                                                                   | 6337                                                                   | ...                                                                    | 3457                                                                   | 1                                                                      | 0,94                                                                   |
|                                                                        | KKW Lewica i Demokraci SLD+SDPL+PD+UP                                  | 36 532                                                                 | 36 532                                                                 | 18 266                                                                 | 12 177                                                                 | 9133                                                                   | 7306                                                                   | 6089                                                                   | ...                                                                    | 3321                                                                   | 1                                                                      | 0,90                                                                   |
| Ogółem                                                                 | Ogółem                                                                 | 446 710                                                                | –                                                                      | –                                                                      | –                                                                      | –                                                                      | –                                                                      | –                                                                      | –                                                                      | –                                                                      | 11                                                                     | 11                                                                     |

### Wybory parlamentarne 2011
| Komitet wyborczy                                      | Komitet wyborczy                    | Głosów  | %     | Mandaty | Wybrani posłowie |
| ----------------------------------------------------- | ----------------------------------- | ------- | ----- | ------- | --- |
|                                                       | Platforma Obywatelska RP            | 182 123 | 40,48 | 6       | Dariusz Rosati, Andrzej Halicki, Jadwiga Zakrzewska, Alicja Olechowska, Barbara Czaplicka, Zenon Durka, Andrzej Smirnow |
|                                                       | Prawo i Sprawiedliwość              | 145 893 | 32,43 | 4       | Mariusz Błaszczak, Jacek Sasin, Ludwik Dorn, Jan Szyszko                                                                |
|                                                       | Ruch Palikota                       | 38 482  | 8,55  | 1       | Artur Dębski |
|                                                       | Polskie Stronnictwo Ludowe          | 32 064  | 7,13  | 1       | Janusz Piechociński |
|                                                       | Sojusz Lewicy Demokratycznej        | 23 739  | 5,28  | –       | |
|                                                       | Polska Jest Najważniejsza           | 12 151  | 2,70  | –       | |
|                                                       | Nowa Prawica – Janusza Korwin-Mikke | 11 673  | 2,59  | –       | |
|                                                       | Polska Partia Pracy – Sierpień 80   | 2085    | 0,46  | –       | |
|                                                       | Prawica                             | 1674    | 0,37  | –       | |
| Frekwencja: 57,88% Źródło: Państwowa Komisja Wyborcza |                                     |         |       |         | |

Poniższa tabela przedstawia podział mandatów dla komitetów wyborczych na podstawie uzyskanych głosów, a następnie obliczonych ilorazów wyborczych na podstawie metody D’Hondta.
| Podział mandatów dla komitetów wyborczych na podstawie metody D’Hondta | Podział mandatów dla komitetów wyborczych na podstawie metody D’Hondta | Podział mandatów dla komitetów wyborczych na podstawie metody D’Hondta | Podział mandatów dla komitetów wyborczych na podstawie metody D’Hondta | Podział mandatów dla komitetów wyborczych na podstawie metody D’Hondta | Podział mandatów dla komitetów wyborczych na podstawie metody D’Hondta | Podział mandatów dla komitetów wyborczych na podstawie metody D’Hondta | Podział mandatów dla komitetów wyborczych na podstawie metody D’Hondta | Podział mandatów dla komitetów wyborczych na podstawie metody D’Hondta | Podział mandatów dla komitetów wyborczych na podstawie metody D’Hondta | Podział mandatów dla komitetów wyborczych na podstawie metody D’Hondta | Podział mandatów dla komitetów wyborczych na podstawie metody D’Hondta | Podział mandatów dla komitetów wyborczych na podstawie metody D’Hondta | Podział mandatów dla komitetów wyborczych na podstawie metody D’Hondta |
| Komitet wyborczy                                                       | Komitet wyborczy                                                       | Liczba głosów                                                          | Iloraz wyborczy                                                        | Iloraz wyborczy                                                        | Iloraz wyborczy                                                        | Iloraz wyborczy                                                        | Iloraz wyborczy                                                        | Iloraz wyborczy                                                        | Iloraz wyborczy                                                        | Iloraz wyborczy                                                        | Iloraz wyborczy                                                        | Mandaty                                                                | TP                                                                     |
| Komitet wyborczy                                                       | Komitet wyborczy                                                       | Liczba głosów                                                          | /1                                                                     | /2                                                                     | /3                                                                     | /4                                                                     | /5                                                                     | /6                                                                     | /7                                                                     | ...                                                                    | /12                                                                    | Mandaty                                                                | TP                                                                     |
| ---------------------------------------------------------------------- | ---------------------------------------------------------------------- | ---------------------------------------------------------------------- | ---------------------------------------------------------------------- | ---------------------------------------------------------------------- | ---------------------------------------------------------------------- | ---------------------------------------------------------------------- | ---------------------------------------------------------------------- | ---------------------------------------------------------------------- | ---------------------------------------------------------------------- | ---------------------------------------------------------------------- | ---------------------------------------------------------------------- | ---------------------------------------------------------------------- | ---------------------------------------------------------------------- |
|                                                                        | Platforma Obywatelska RP                                               | 182 123                                                                | 182 123                                                                | 91 062                                                                 | 60 708                                                                 | 45 531                                                                 | 36 425                                                                 | 30 354                                                                 | 26 018                                                                 | ...                                                                    | 15 177                                                                 | 6                                                                      | 5,18                                                                   |
|                                                                        | Prawo i Sprawiedliwość                                                 | 145 893                                                                | 145 893                                                                | 72 947                                                                 | 48 631                                                                 | 36 473                                                                 | 29 179                                                                 | 24 316                                                                 | 20 842                                                                 | ...                                                                    | 12 158                                                                 | 4                                                                      | 4,15                                                                   |
|                                                                        | Ruch Palikota                                                          | 38 482                                                                 | 38 482                                                                 | 19 241                                                                 | 12 827                                                                 | 9621                                                                   | 7696                                                                   | 6414                                                                   | 5497                                                                   | ...                                                                    | 3207                                                                   | 1                                                                      | 1,09                                                                   |
|                                                                        | Polskie Stronnictwo Ludowe                                             | 32 064                                                                 | 32 064                                                                 | 16 032                                                                 | 10 688                                                                 | 8016                                                                   | 6413                                                                   | 5344                                                                   | 4581                                                                   | ...                                                                    | 2672                                                                   | 1                                                                      | 0,91                                                                   |
|                                                                        | Sojusz Lewicy Demokratycznej                                           | 23 739                                                                 | 23 739                                                                 | 11 870                                                                 | 7913                                                                   | 5935                                                                   | 4748                                                                   | 3957                                                                   | 3391                                                                   | ...                                                                    | 1978                                                                   | 0                                                                      | 0,67                                                                   |
| Ogółem                                                                 | Ogółem                                                                 | 422 301                                                                | –                                                                      | –                                                                      | –                                                                      | –                                                                      | –                                                                      | –                                                                      | –                                                                      | –                                                                      | –                                                                      | 12                                                                     | 12                                                                     |

### Wybory parlamentarne 2015
| Komitet wyborczy                                      | Komitet wyborczy                             | Głosów  | %     | Mandaty | Wybrani posłowie                                                                               |
| ----------------------------------------------------- | -------------------------------------------- | ------- | ----- | ------- | ---------------------------------------------------------------------------------------------- |
|                                                       | Prawo i Sprawiedliwość                       | 190 355 | 38,80 | 6       | Mariusz Błaszczak, Jacek Sasin, Jan Szyszko, Anita Czerwińska, Piotr Uściński, Andrzej Smirnow |
|                                                       | Platforma Obywatelska RP                     | 123 227 | 25,12 | 4       | Małgorzata Kidawa-Błońska, Jan Grabiec, Michał Kamiński, Kinga Gajewska                        |
|                                                       | Nowoczesna Ryszarda Petru                    | 49 098  | 10,01 | 1       | Kamila Gasiuk-Pihowicz                                                                         |
|                                                       | KWW Kukiz’15                                 | 35 418  | 7,22  | 1       | Stanisław Tyszka                                                                               |
|                                                       | KKW Zjednoczona Lewica SLD+TR+PPS+UP+Zieloni | 27 774  | 5,66  | –       |                                                                                                |
|                                                       | KORWiN                                       | 23 586  | 4,81  | –       |                                                                                                |
|                                                       | Partia Razem                                 | 18 895  | 3,85  | –       |                                                                                                |
|                                                       | Polskie Stronnictwo Ludowe                   | 18 666  | 3,80  | –       |                                                                                                |
|                                                       | KWW Zbigniewa Stonogi                        | 3597    | 0,73  | –       |                                                                                                |
| Frekwencja: 60,00% Źródło: Państwowa Komisja Wyborcza |                                              |         |       |         |                                                                                                |

Poniższa tabela przedstawia podział mandatów dla komitetów wyborczych na podstawie uzyskanych głosów, a następnie obliczonych ilorazów wyborczych na podstawie metody D’Hondta.
| Podział mandatów dla komitetów wyborczych na podstawie metody D’Hondta | Podział mandatów dla komitetów wyborczych na podstawie metody D’Hondta | Podział mandatów dla komitetów wyborczych na podstawie metody D’Hondta | Podział mandatów dla komitetów wyborczych na podstawie metody D’Hondta | Podział mandatów dla komitetów wyborczych na podstawie metody D’Hondta | Podział mandatów dla komitetów wyborczych na podstawie metody D’Hondta | Podział mandatów dla komitetów wyborczych na podstawie metody D’Hondta | Podział mandatów dla komitetów wyborczych na podstawie metody D’Hondta | Podział mandatów dla komitetów wyborczych na podstawie metody D’Hondta | Podział mandatów dla komitetów wyborczych na podstawie metody D’Hondta | Podział mandatów dla komitetów wyborczych na podstawie metody D’Hondta | Podział mandatów dla komitetów wyborczych na podstawie metody D’Hondta | Podział mandatów dla komitetów wyborczych na podstawie metody D’Hondta | Podział mandatów dla komitetów wyborczych na podstawie metody D’Hondta |
| Komitet wyborczy                                                       | Komitet wyborczy                                                       | Liczba głosów                                                          | Iloraz wyborczy                                                        | Iloraz wyborczy                                                        | Iloraz wyborczy                                                        | Iloraz wyborczy                                                        | Iloraz wyborczy                                                        | Iloraz wyborczy                                                        | Iloraz wyborczy                                                        | Iloraz wyborczy                                                        | Iloraz wyborczy                                                        | Mandaty                                                                | TP                                                                     |
| Komitet wyborczy                                                       | Komitet wyborczy                                                       | Liczba głosów                                                          | /1                                                                     | /2                                                                     | /3                                                                     | /4                                                                     | /5                                                                     | /6                                                                     | /7                                                                     | ...                                                                    | /12                                                                    | Mandaty                                                                | TP                                                                     |
| ---------------------------------------------------------------------- | ---------------------------------------------------------------------- | ---------------------------------------------------------------------- | ---------------------------------------------------------------------- | ---------------------------------------------------------------------- | ---------------------------------------------------------------------- | ---------------------------------------------------------------------- | ---------------------------------------------------------------------- | ---------------------------------------------------------------------- | ---------------------------------------------------------------------- | ---------------------------------------------------------------------- | ---------------------------------------------------------------------- | ---------------------------------------------------------------------- | ---------------------------------------------------------------------- |
|                                                                        | Prawo i Sprawiedliwość                                                 | 190 355                                                                | 190 355                                                                | 95 178                                                                 | 63 452                                                                 | 47 587                                                                 | 38 071                                                                 | 31 726                                                                 | 27 194                                                                 | ...                                                                    | 15 863                                                                 | 6                                                                      | 5,48                                                                   |
|                                                                        | Platforma Obywatelska RP                                               | 123 227                                                                | 123 227                                                                | 61 614                                                                 | 41 076                                                                 | 30 807                                                                 | 24 645                                                                 | 20 538                                                                 | 17 604                                                                 | ...                                                                    | 10 269                                                                 | 4                                                                      | 3,55                                                                   |
|                                                                        | Nowoczesna Ryszarda Petru                                              | 49 098                                                                 | 49 098                                                                 | 24 549                                                                 | 16 366                                                                 | 12 275                                                                 | 9820                                                                   | 8183                                                                   | 7014                                                                   | ...                                                                    | 4092                                                                   | 1                                                                      | 1,41                                                                   |
|                                                                        | KWW Kukiz’15                                                           | 35 418                                                                 | 35 418                                                                 | 17 709                                                                 | 11 806                                                                 | 8855                                                                   | 7084                                                                   | 5903                                                                   | 5060                                                                   | ...                                                                    | 2952                                                                   | 1                                                                      | 1,02                                                                   |
|                                                                        | Polskie Stronnictwo Ludowe                                             | 18 666                                                                 | 18 666                                                                 | 9333                                                                   | 6222                                                                   | 4667                                                                   | 3733                                                                   | 3111                                                                   | 2667                                                                   | ...                                                                    | 1556                                                                   | 0                                                                      | 0,54                                                                   |
| Ogółem                                                                 | Ogółem                                                                 | 416 764                                                                | –                                                                      | –                                                                      | –                                                                      | –                                                                      | –                                                                      | –                                                                      | –                                                                      | –                                                                      | –                                                                      | 12                                                                     | 12                                                                     |

### Wybory parlamentarne 2019
| Komitet wyborczy                                      | Komitet wyborczy                           | Głosów  | %     | Mandaty | Wybrani posłowie                                                                                               |
| ----------------------------------------------------- | ------------------------------------------ | ------- | ----- | ------- | --- |
|                                                       | Prawo i Sprawiedliwość                     | 244 823 | 40,89 | 6       | Mariusz Błaszczak, Anita Czerwińska, Piotr Uściński, Dominika Chorosińska, Zdzisław Sipiera, Dariusz Olszewski |
|                                                       | KKW Koalicja Obywatelska PO .N iPL Zieloni | 171 286 | 28,61 | 4       | Jan Grabiec, Kinga Gajewska, Maciej Lasek, Paweł Zalewski                                                      |
|                                                       | Sojusz Lewicy Demokratycznej               | 78 348  | 13,09 | 1       | Andrzej Rozenek                                                                                                |
|                                                       | Polskie Stronnictwo Ludowe                 | 51 484  | 8,60  | 1       | Bożena Żelazowska                                                                                              |
|                                                       | Konfederacja Wolność i Niepodległość       | 39 675  | 6,63  | –       | |
|                                                       | KWW Koalicja Bezpartyjni i Samorządowcy    | 13 111  | 2,19  | –       | |
| Frekwencja: 70,56% Źródło: Państwowa Komisja Wyborcza |                                            |         |       |         | |

Poniższa tabela przedstawia podział mandatów dla komitetów wyborczych na podstawie uzyskanych głosów, a następnie obliczonych ilorazów wyborczych na podstawie metody D’Hondta.
| Podział mandatów dla komitetów wyborczych na podstawie metody D’Hondta | Podział mandatów dla komitetów wyborczych na podstawie metody D’Hondta | Podział mandatów dla komitetów wyborczych na podstawie metody D’Hondta | Podział mandatów dla komitetów wyborczych na podstawie metody D’Hondta | Podział mandatów dla komitetów wyborczych na podstawie metody D’Hondta | Podział mandatów dla komitetów wyborczych na podstawie metody D’Hondta | Podział mandatów dla komitetów wyborczych na podstawie metody D’Hondta | Podział mandatów dla komitetów wyborczych na podstawie metody D’Hondta | Podział mandatów dla komitetów wyborczych na podstawie metody D’Hondta | Podział mandatów dla komitetów wyborczych na podstawie metody D’Hondta | Podział mandatów dla komitetów wyborczych na podstawie metody D’Hondta | Podział mandatów dla komitetów wyborczych na podstawie metody D’Hondta | Podział mandatów dla komitetów wyborczych na podstawie metody D’Hondta | Podział mandatów dla komitetów wyborczych na podstawie metody D’Hondta |
| Komitet wyborczy                                                       | Komitet wyborczy                                                       | Liczba głosów                                                          | Iloraz wyborczy                                                        | Iloraz wyborczy                                                        | Iloraz wyborczy                                                        | Iloraz wyborczy                                                        | Iloraz wyborczy                                                        | Iloraz wyborczy                                                        | Iloraz wyborczy                                                        | Iloraz wyborczy                                                        | Iloraz wyborczy                                                        | Mandaty                                                                | TP                                                                     |
| Komitet wyborczy                                                       | Komitet wyborczy                                                       | Liczba głosów                                                          | /1                                                                     | /2                                                                     | /3                                                                     | /4                                                                     | /5                                                                     | /6                                                                     | /7                                                                     | ...                                                                    | /12                                                                    | Mandaty                                                                | TP                                                                     |
| ---------------------------------------------------------------------- | ---------------------------------------------------------------------- | ---------------------------------------------------------------------- | ---------------------------------------------------------------------- | ---------------------------------------------------------------------- | ---------------------------------------------------------------------- | ---------------------------------------------------------------------- | ---------------------------------------------------------------------- | ---------------------------------------------------------------------- | ---------------------------------------------------------------------- | ---------------------------------------------------------------------- | ---------------------------------------------------------------------- | ---------------------------------------------------------------------- | ---------------------------------------------------------------------- |
|                                                                        | Prawo i Sprawiedliwość                                                 | 244 823                                                                | 244 823                                                                | 122 412                                                                | 81 608                                                                 | 61 206                                                                 | 48 965                                                                 | 40 804                                                                 | 34 975                                                                 | ...                                                                    | 20 402                                                                 | 6                                                                      | 5,02                                                                   |
|                                                                        | KKW Koalicja Obywatelska PO .N iPL Zieloni                             | 171 286                                                                | 171 286                                                                | 85 643                                                                 | 57 095                                                                 | 42 822                                                                 | 34 257                                                                 | 28 548                                                                 | 24 469                                                                 | ...                                                                    | 14 274                                                                 | 4                                                                      | 3,51                                                                   |
|                                                                        | Sojusz Lewicy Demokratycznej                                           | 78 348                                                                 | 78 348                                                                 | 39 174                                                                 | 26 116                                                                 | 19 587                                                                 | 15 670                                                                 | 13 058                                                                 | 11 193                                                                 | ...                                                                    | 6529                                                                   | 1                                                                      | 1,61                                                                   |
|                                                                        | Polskie Stronnictwo Ludowe                                             | 51 484                                                                 | 51 484                                                                 | 25 742                                                                 | 17 161                                                                 | 12 871                                                                 | 10 297                                                                 | 8581                                                                   | 7355                                                                   | ...                                                                    | 4290                                                                   | 1                                                                      | 1,05                                                                   |
|                                                                        | Konfederacja Wolność i Niepodległość                                   | 39 675                                                                 | 39 675                                                                 | 19 838                                                                 | 13 225                                                                 | 9919                                                                   | 7935                                                                   | 6613                                                                   | 5668                                                                   | ...                                                                    | 3306                                                                   | 0                                                                      | 0,81                                                                   |
| Ogółem                                                                 | Ogółem                                                                 | 585 616                                                                | –                                                                      | –                                                                      | –                                                                      | –                                                                      | –                                                                      | –                                                                      | –                                                                      | –                                                                      | –                                                                      | 12                                                                     | 12                                                                     |

### Wybory parlamentarne 2023
| Komitet wyborczy                                      | Komitet wyborczy                                                           | Głosów  | %     | Mandaty | Wybrani posłowie                                                          |
| ----------------------------------------------------- | -------------------------------------------------------------------------- | ------- | ----- | ------- | ------------------------------------------------------------------------- |
|                                                       | KKW Koalicja Obywatelska PO .N iPL Zieloni                                 | 257 470 | 35,23 | 4       | Kinga Gajewska, Jan Grabiec, Maciej Lasek, Piotr Kandyba                  |
|                                                       | Prawo i Sprawiedliwość                                                     | 231 905 | 31,74 | 4       | Mariusz Błaszczak, Anita Czerwińska, Piotr Uściński, Dominika Chorosińska |
|                                                       | KKW Trzecia Droga Polska 2050 Szymona Hołowni – Polskie Stronnictwo Ludowe | 110 086 | 15,06 | 2       | Paweł Zalewski, Bożena Żelazowska                                         |
|                                                       | Konfederacja Wolność i Niepodległość                                       | 51 573  | 7,06  | 1       | Karina Bosak                                                              |
|                                                       | Nowa Lewica                                                                | 51 556  | 7,06  | 1       | Joanna Wicha                                                              |
|                                                       | Bezpartyjni Samorządowcy                                                   | 16 571  | 2,27  | –       |                                                                           |
|                                                       | Polska Jest Jedna                                                          | 11 583  | 1,59  | –       |                                                                           |
| Frekwencja: 82,41% Źródło: Państwowa Komisja Wyborcza |                                                                            |         |       |         |                                                                           |

Poniższa tabela przedstawia podział mandatów dla komitetów wyborczych na podstawie uzyskanych głosów, a następnie obliczonych ilorazów wyborczych na podstawie metody D’Hondta.
| Podział mandatów dla komitetów wyborczych na podstawie metody D’Hondta | Podział mandatów dla komitetów wyborczych na podstawie metody D’Hondta     | Podział mandatów dla komitetów wyborczych na podstawie metody D’Hondta | Podział mandatów dla komitetów wyborczych na podstawie metody D’Hondta | Podział mandatów dla komitetów wyborczych na podstawie metody D’Hondta | Podział mandatów dla komitetów wyborczych na podstawie metody D’Hondta | Podział mandatów dla komitetów wyborczych na podstawie metody D’Hondta | Podział mandatów dla komitetów wyborczych na podstawie metody D’Hondta | Podział mandatów dla komitetów wyborczych na podstawie metody D’Hondta | Podział mandatów dla komitetów wyborczych na podstawie metody D’Hondta | Podział mandatów dla komitetów wyborczych na podstawie metody D’Hondta | Podział mandatów dla komitetów wyborczych na podstawie metody D’Hondta |
| Komitet wyborczy                                                       | Komitet wyborczy                                                           | Liczba głosów                                                          | Iloraz wyborczy                                                        | Iloraz wyborczy                                                        | Iloraz wyborczy                                                        | Iloraz wyborczy                                                        | Iloraz wyborczy                                                        | Iloraz wyborczy                                                        | Iloraz wyborczy                                                        | Mandaty                                                                | TP                                                                     |
| Komitet wyborczy                                                       | Komitet wyborczy                                                           | Liczba głosów                                                          | /1                                                                     | /2                                                                     | /3                                                                     | /4                                                                     | /5                                                                     | ...                                                                    | /12                                                                    | Mandaty                                                                | TP                                                                     |
| ---------------------------------------------------------------------- | -------------------------------------------------------------------------- | ---------------------------------------------------------------------- | ---------------------------------------------------------------------- | ---------------------------------------------------------------------- | ---------------------------------------------------------------------- | ---------------------------------------------------------------------- | ---------------------------------------------------------------------- | ---------------------------------------------------------------------- | ---------------------------------------------------------------------- | ---------------------------------------------------------------------- | ---------------------------------------------------------------------- |
|                                                                        | KKW Koalicja Obywatelska PO .N iPL Zieloni                                 | 257 470                                                                | 257 470                                                                | 128 735                                                                | 85 823                                                                 | 64 368                                                                 | 51 494                                                                 | ...                                                                    | 21 456                                                                 | 4                                                                      | 4,40                                                                   |
|                                                                        | Prawo i Sprawiedliwość                                                     | 231 905                                                                | 231 905                                                                | 115 953                                                                | 77 302                                                                 | 57 976                                                                 | 46 381                                                                 | ...                                                                    | 19 325                                                                 | 4                                                                      | 3,96                                                                   |
|                                                                        | KKW Trzecia Droga Polska 2050 Szymona Hołowni – Polskie Stronnictwo Ludowe | 110 086                                                                | 110 086                                                                | 55 043                                                                 | 36 695                                                                 | 27 522                                                                 | 22 017                                                                 | ...                                                                    | 9174                                                                   | 2                                                                      | 1,88                                                                   |
|                                                                        | Konfederacja Wolność i Niepodległość                                       | 51 573                                                                 | 51 573                                                                 | 25 787                                                                 | 17 191                                                                 | 12 893                                                                 | 10 315                                                                 | ...                                                                    | 4298                                                                   | 1                                                                      | 0,88                                                                   |
|                                                                        | Nowa Lewica                                                                | 51 556                                                                 | 51 556                                                                 | 25 778                                                                 | 17 185                                                                 | 12 889                                                                 | 10 311                                                                 | ...                                                                    | 4296                                                                   | 1                                                                      | 0,88                                                                   |
| Ogółem                                                                 | Ogółem                                                                     | 702 590                                                                | –                                                                      | –                                                                      | –                                                                      | –                                                                      | –                                                                      | –                                                                      | –                                                                      | 12                                                                     | 12                                                                     |